# Franklin County (North Carolina)
Franklin County ist ein County im Bundesstaat North Carolina der Vereinigten Staaten. Der Verwaltungssitz (County Seat) ist Louisburg, das nach Louis XVI., dem König von Frankreich benannt wurde.

## Geographie
Das County liegt nordöstlich des geographischen Zentrums von North Carolina, ist im Norden etwa 40 km von Virginia entfernt und hat eine Fläche von 1281 Quadratkilometern, wovon 7 Quadratkilometer Wasserfläche sind. Es grenzt im Uhrzeigersinn an folgende Countys: Warren County, Nash County, Wake County, Granville County und Vance County.
Franklin County ist in zehn Townships aufgeteilt: Cedar Rock, Cypress Creek, Bunn, Franklinton, Gold Mine, Harris, Hayesville, Louisburg, Sandy Creek und Youngsville.

## Geschichte
Franklin County wurde 1779 aus Teilen des ehemaligen Bute County gebildet. Benannt wurde es nach dem Politiker Benjamin Franklin.

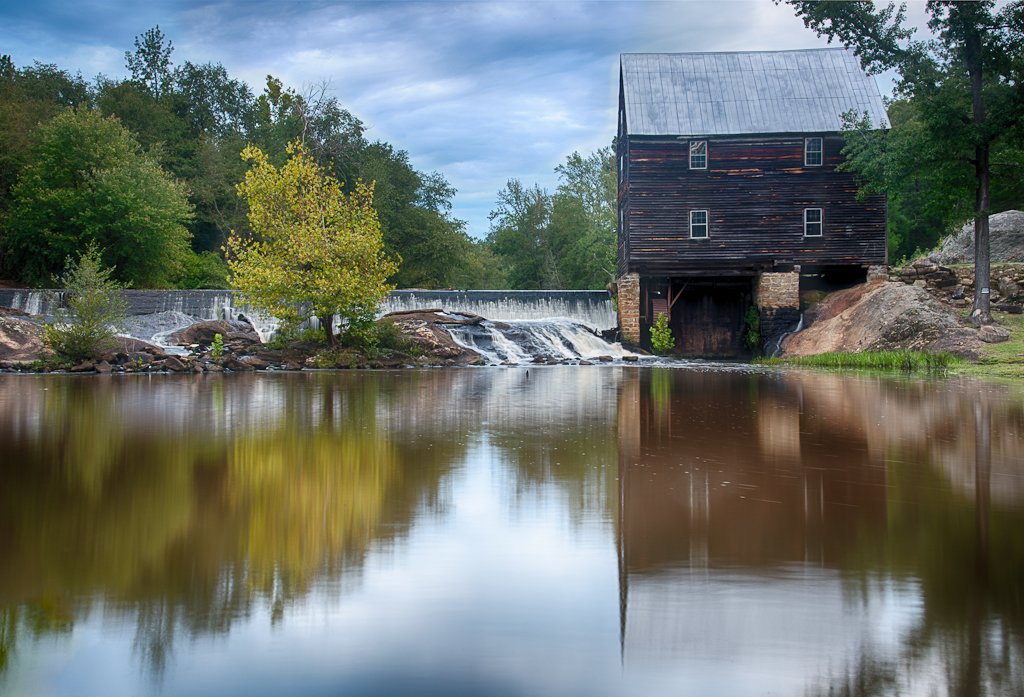
Laurel Mill and Col. Jordan Jones House (2012) ist einer von 39 Einträgen des Countys im National Register of Historic Places.

39 Bauwerke und Stätten des Countys sind insgesamt im National Register of Historic Places eingetragen (Stand 2. März 2018).

## Demografische Daten
Nach der Volkszählung im Jahr 2000 lebten im Franklin County 47.260 Menschen in 17.843 Haushalten und 12.882 Familien. Die Bevölkerungsdichte betrug 37 Einwohner pro Quadratkilometer. Ethnisch betrachtet setzte sich die Bevölkerung zusammen aus 66,00 Prozent Weißen, 30,03 Prozent Afroamerikanern, 0,44 Prozent amerikanischen Ureinwohnern, 0,30 Prozent Asiaten, 0,04 Prozent Bewohnern aus dem pazifischen Inselraum und 2,29 Prozent aus anderen ethnischen Gruppen; 0,91 Prozent stammten von zwei oder mehr Ethnien ab. 4,44 Prozent der Bevölkerung waren spanischer oder lateinamerikanischer Abstammung.
Von den 17.843 Haushalten hatten 33,5 Prozent Kinder unter 18 Jahren, die bei ihnen lebten. 54,5 Prozent davon waren verheiratete, zusammenlebende Paare, 13,1 Prozent waren allein erziehende Mütter und 27,8 Prozent waren keine Familien. 23,5 Prozent waren Singlehaushalte und in 8,4 Prozent lebten Menschen mit 65 Jahren oder älter. Die Durchschnittshaushaltsgröße betrug 2,58 und die durchschnittliche Familiengröße war 3,03 Personen.
25,3 Prozent der Bevölkerung waren unter 18 Jahre alt. 8,4 Prozent zwischen 18 und 24 Jahre, 32,4 Prozent zwischen 25 und 44 Jahre, 22,9 Prozent zwischen 45 und 64, und 11,0 Prozent waren 65 Jahre alt oder Älter. Das Durchschnittsalter betrug 36 Jahre. Auf alle weibliche Personen kamen 97,4 männliche Personen. Auf alle Frauen im Alter von 18 Jahren oder darüber kamen 95,4 Männer.
Das jährliche Durchschnittseinkommen eines Haushalts betrug 38.968 $ und das jährliche Durchschnittseinkommen einer Familie betrug 44.540 $. Männer hatten ein durchschnittliches Einkommen von 31.543 $ gegenüber den Frauen mit 24.568 $. Das Prokopfeinkommen betrug 17.562 $. 12,6 Prozent der Bevölkerung und 10,0 Prozent der Familien lebten unterhalb der Armutsgrenze. 16,1 Prozent von ihnen sind Kinder und Jugendliche unter 18 Jahre und 16,7 Prozent sind 65 Jahre oder älter.